# Johann Schweikhard von Cronberg

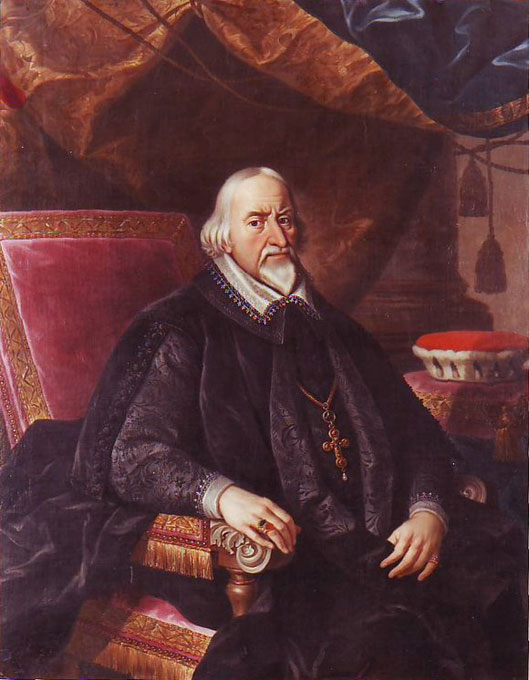
Kurfürst-Erzbischof Johann Schweikhard von Kronberg

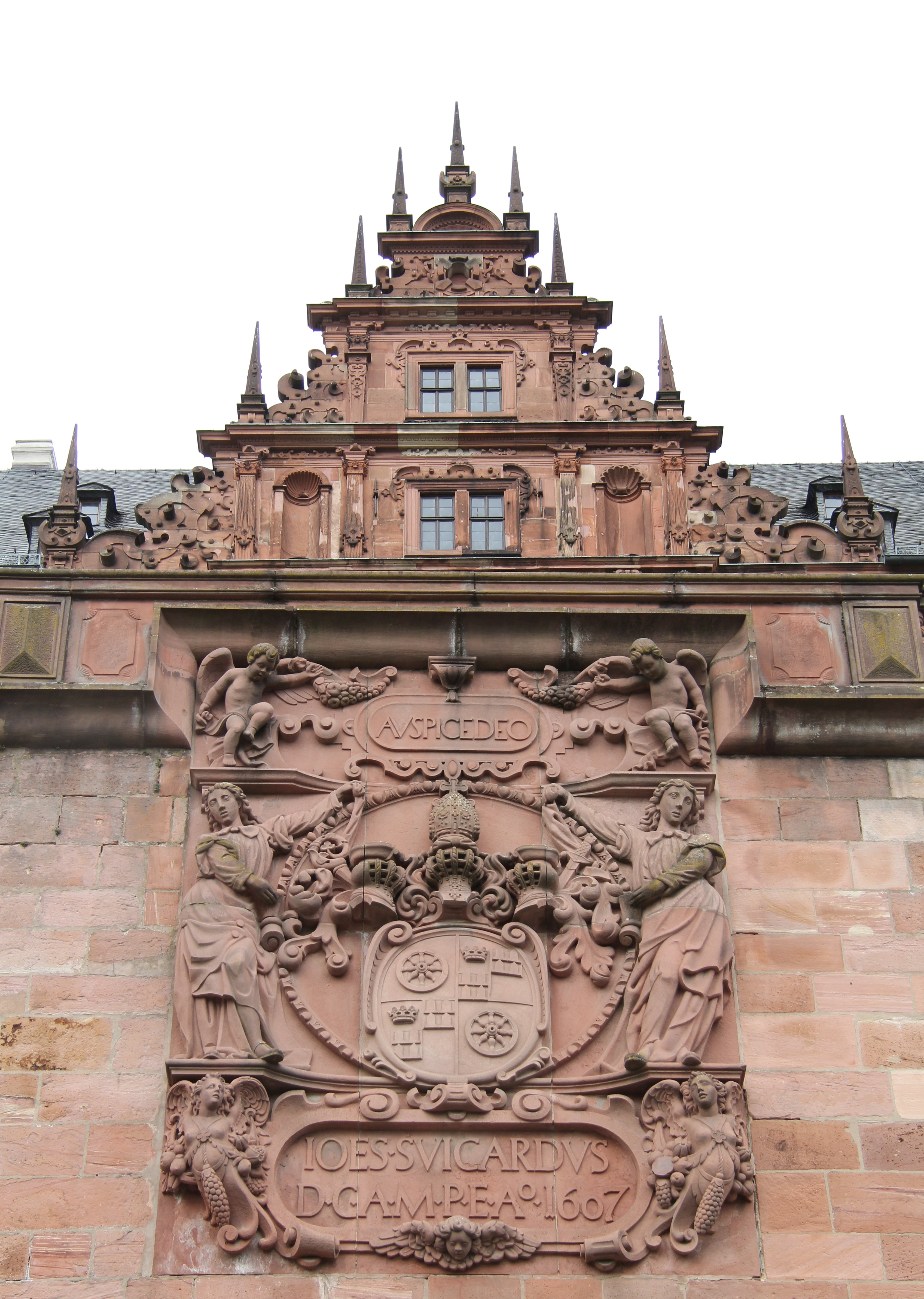
Wappenmauer mit Kronbergs Wappen am Schloss Johannisburg in Aschaffenburg

Johann Schweikhard von Cronberg (* 15. Juli 1553 in Kronberg im Taunus; † 17. September 1626, in Aschaffenburg) war von 1604 bis 1626 Erzbischof und Kurfürst von Mainz und damit Erzkanzler des Heiligen Römischen Reiches. Sein Name wird manchmal auch Schweickhardt oder Schweikard geschrieben, ebenso taucht die Abwandlung von Cronenberg auf. Seit 1933 hat sich auch die Schreibung Kronberg eingebürgert.

## Leben

### Jugend
Die Familie des Kurfürsten war die alteingesessene Adelsfamilie von Cronberg des Erzstiftes Mainz. Johann Schweikhard war der dritte Sohn des Kurmainzer Marschalls, Großhofmeisters und Oberamtmanns zu Höchst und Hofheim Hartmut XIII. (1517–1591) und seiner ersten Frau Barbara von Sickingen (1522–1577).
Schon seit frühester Jugend für den geistlichen Stand bestimmt, seine älteren Brüder übernahmen weltliche Posten im Erzstift, wurde er durch den Einfluss seines Vaters in das Mainzer Domkapitel aufgenommen, 1564 Domvikar und 1566 Stiftsherr von St. Alban in Mainz. Anschließend wurde er zur Ausbildung in das Collegium Germanicum nach Rom geschickt, wo er sich mit dem später an der Universität Mainz als Theologen lehrenden Jesuiten Johann Busaeus (1543–1611) anfreundete.
Nach seiner Rückkehr nach Mainz wurde er im Jahre 1576 durch den päpstlichen Legaten Kardinal Morone zum Propst des Stiftes St. Peter vor Mainz ernannt. 1582 wurde er Domkapitular, und am 3. März des gleichen Jahres wählte man ihn zum Scholaster. Kurz darauf wurde er Dechant. Den Posten des Propstes von St. Peter legte er 1589 wieder nieder. Bereits 1588 war er Propst von St. Alban geworden und 1599 Propst des Marienstiftes. Ebenfalls 1599 wurde er Kämmerer des weltlichen Gerichtes des Erzstiftes.

### Kurfürst
Nach dem Tod seines Vorgängers Johann Adam von Bicken wurde er mit nur wenigen Gegenstimmen am 17. Februar 1604 zum neuen Erzbischof von Mainz gewählt. Für seine Wahl sprachen einerseits, dass sich Kaiser Rudolf II. für ihn einsetzte, sein hohes Ansehen, das er sich erworben hatte, und dass er der gemäßigten katholischen Richtung hinsichtlich der Reformation angehörte. Andererseits fürchtete man beim Gegenkandidaten, dem Würzburger Bischof Julius Echter von Mespelbrunn, dessen Restaurationseifer, der ihn bei den Protestanten verhasst machte. Außerdem erschien die Zusammenführung zweier Bistümer in der Hand des Mainzer Kurfürsten unpassend. Nach der päpstlichen Bestätigung seiner Wahl erhielt er im November 1604 die Bischofsweihe, und am 19. Juli 1605 belehnte ihn Rudolf II. mit dem Erzstift.
Seinem Amtsantritt begegneten viele katholische Reichsstände mit Misstrauen, wohingegen die protestantischen Reichsstände die Wahl eines als friedfertig und versöhnlich bekannten Menschen begrüßten. Die Haltung Johann Schweikhards rührte sicherlich auch daher, dass sein Großvater Hartmut XII. ein eifriger Anhänger der Lehre Martin Luthers war, was ihm den Vorwurf einbrachte, er stehe unter dem Einfluss seiner protestantischen Verwandten.

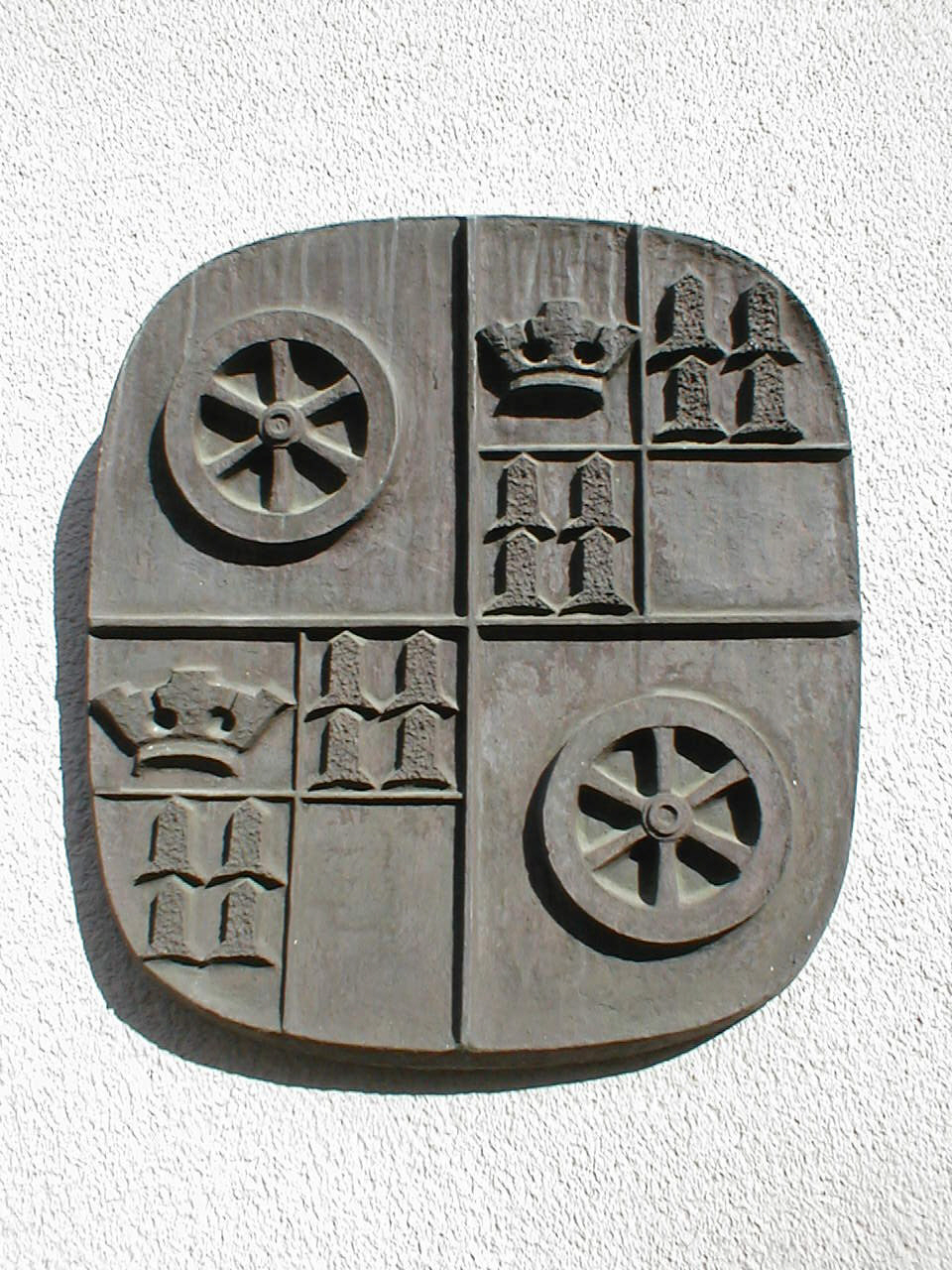
Das erzbischöfliche Wappen am Eingang zum Kronberg-Gymnasium Aschaffenburg

Auch wenn er nicht den Wünschen der eifrigsten Verfechter der wahren Lehre entsprach, so führte er dennoch die unter seinen Vorgängern begonnene Gegenreformation fort und beendete sie auch im Erzstift. So förderte er massiv die geistlichen Orden der Kapuziner und der Jesuiten, die die Gegenreformation vorantrieben, und gewährte ihnen mehrfach das Recht, Klöster und Kollegien zu errichten, so 1612 in Augsburg und 1620 in Aschaffenburg. Die Jesuiten gründeten auch in Aschaffenburg das später nach dem Erzbischof benannte Kronberg-Gymnasium, das bis heute als sprachliches und humanistisches Gymnasium existiert. Schroffe Maßregelungen der Protestanten vermied er jedoch, so gewährte er beispielsweise der Stadt Erfurt 1618 die freie Glaubensausübung.
Johann Schweikhard amtierte als erster Direktor der katholischen Liga. Er musste sich dem Drängen des kaiserlichen Günstlings-Ministers und Geheimratsdirektors Melchior Khlesl, die Liga aufzulösen, stellen. Johann Schweikard stimmte der Umwandlung der Liga in einen Bund der Kaisertreuen zu. Khlesls Politik war eine Kriegserklärung gegen Maximilian von Baiern, der nach der Umwandlung seine eigene Liga-Politik betrieb. Reichspolitisch wollte er den Status der katholischen Kirche voll gewahrt sehen. Andererseits hoffte Johann Schweikhard aber durch persönlichen Umgang, Vermeidung provozierender Maßnahmen gegen die Protestanten und diplomatisches Geschick den Zwiespalt der beiden Konfessionen zu überbrücken.
Trotz seiner Enttäuschung über die Annahme der böhmischen Krone durch den pfälzischen Kurfürsten Friedrich V., die von der katholischen Seite als Bruch der Reichsverfassung angesehen wurde, und des beginnenden Dreißigjährigen Krieges versuchte er weiterhin ein gutes Verhältnis zu den protestantischen Reichsständen zu unterhalten und Maßnahmen, die eine Wiedererlangung des Friedens erschweren konnten, zu vermeiden. So ist es auch zu erklären, das der Mainzer Akkord, ein dreimonatiger Waffenstillstand zwischen kaiserlichen Truppen und denen der protestantischen Union, im April 1621 unter seiner Mitwirkung zustande kam. 

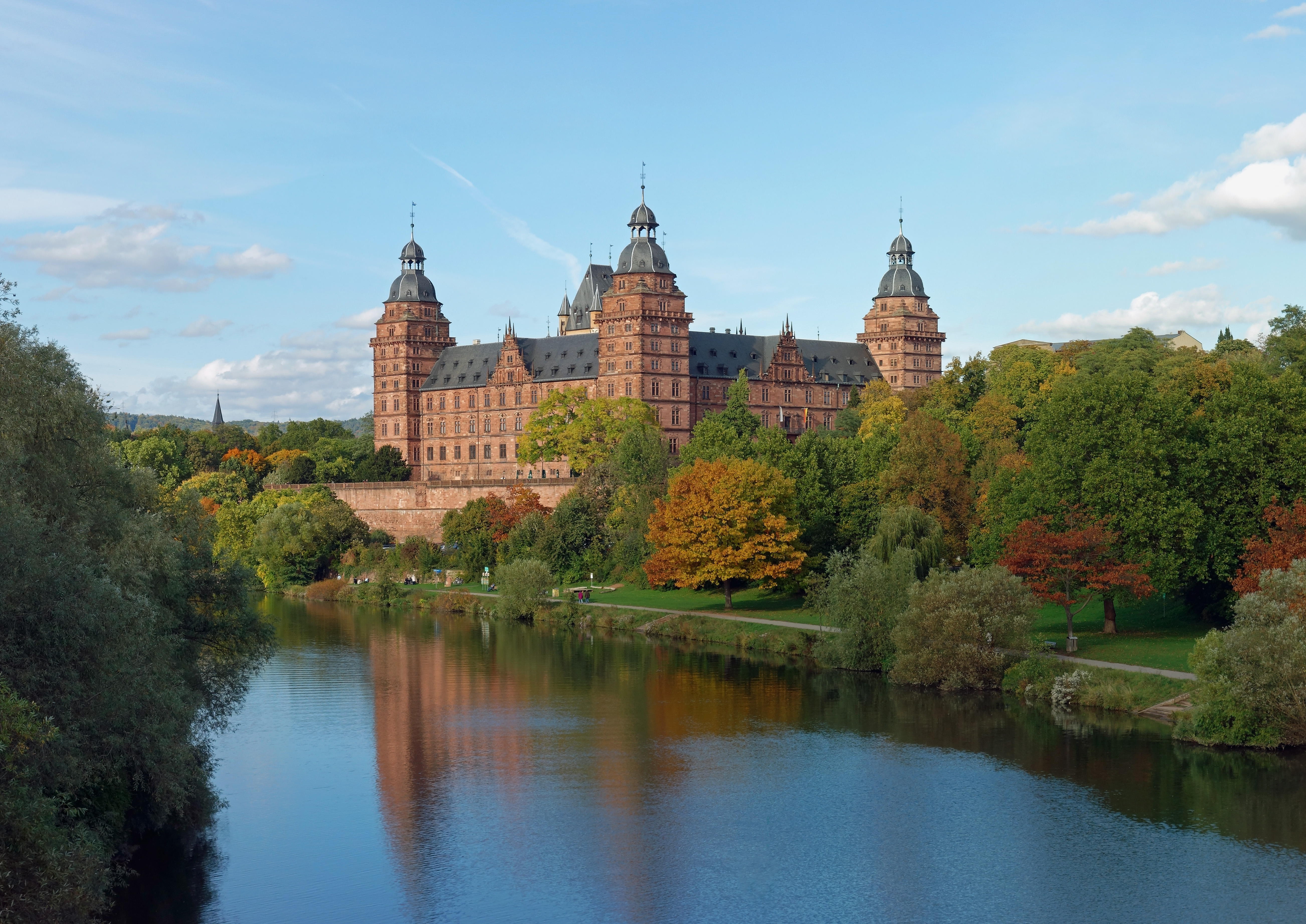
Das Schloss Johannisburg von der Mainbrücke aus

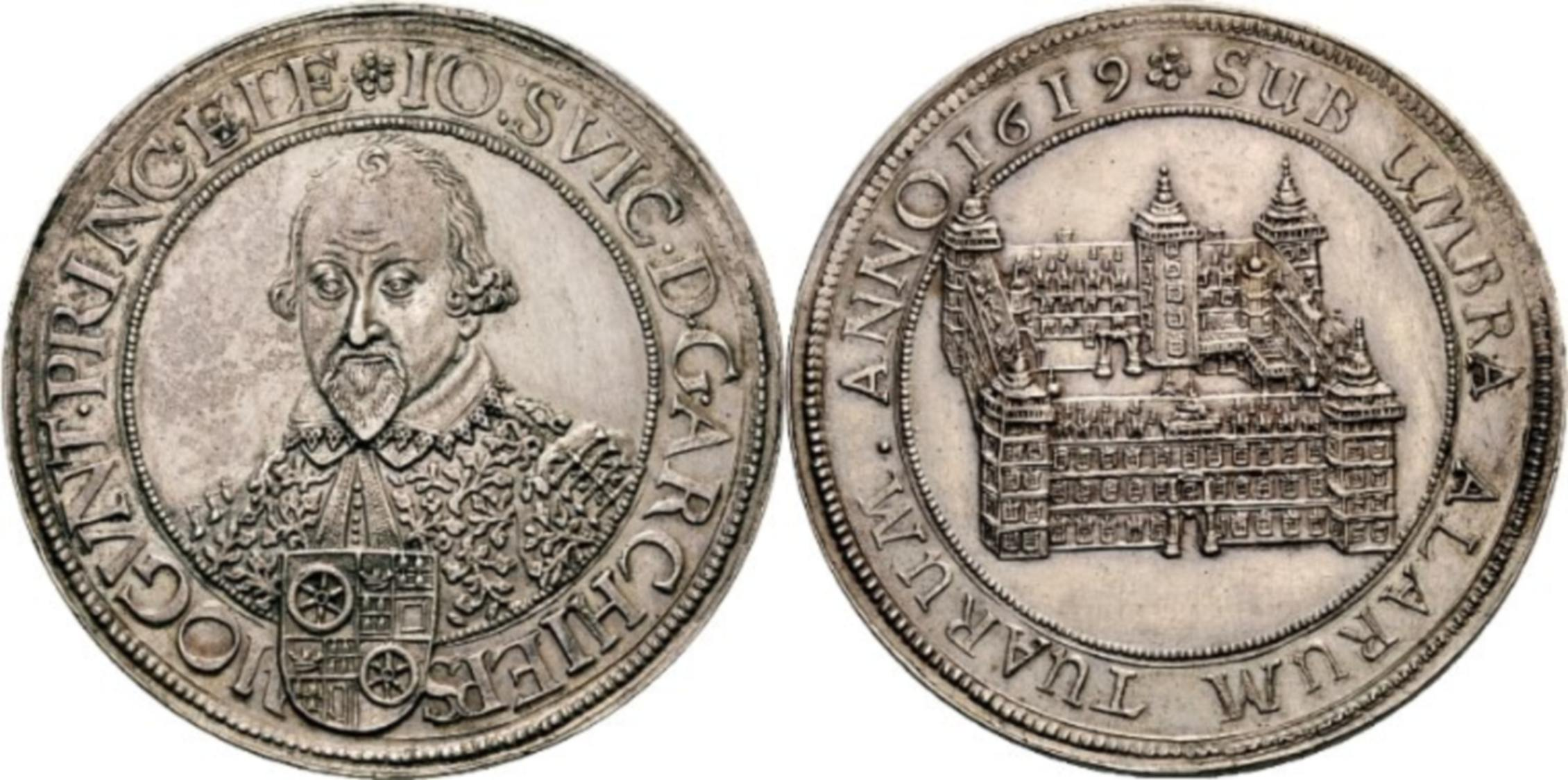
Reichstaler 1619

Dementsprechend wandte er sich gegen die Einmischung des französischen Königs Heinrich IV. in den Erbstreit um die Grafschaft Jülich-Kleve und gegen den Einmarsch der Spanier in die Pfalz nach der Niederlage Friedrichs V. in der Schlacht am Weißen Berg. Auch war er mit der Wahl Matthias’, der seinen Bruder Rudolf II. vom Thron verdrängt hatte, erst nach langem Widerstreben einverstanden und blieb ihm gegenüber während seiner gesamten Regierungszeit reserviert.
Die Wahl und die Herrschaft Ferdinands II. erachtete er als höchst wichtig für den Fortbestand des Reiches und unterstützte diesen nach Kräften.
Johann Schweikhard betrieb nebenbei eine dynastische Politik, in der er den katholischen Teil seines Adelsgeschlechts nach Kräften förderte. Auf seine Bestrebungen gehen etwa die Erhebung der Familie in den Freiherrenstand 1618 zurück, sowie eine besondere Förderung seines Lieblingsneffens Adam Philipp XI., der so eine glänzende Militärlaufbahn durchlief und vom Kaiser auch nach dem Ableben des Erzbischofs reich belehnt wurde. Zugleich griff Johann Schweikhard in die Religionspolitik der Cronberger ein und erzwang zwischen 1624 und 1626 noch kurz vor seinem Tod und entgegen dem Augsburger Religionsfrieden und Protesten aus seiner Familie einen Konfessionswechsel in der Herrschaft Cronberg.
Die Stadt Mainz ließ er durch eine Schanze befestigen, die lange Zeit seinen Namen trug, und brachte 1623 die Bergstraße zurück in das Erzstift, nachdem sie von seinem Vorgänger an den Kurfürsten der Pfalz verpfändet worden war. In Aschaffenburg ließ er ein prächtiges Schloss von dem Straßburger Architekten und Baumeister Georg Ridinger, im Stil der Renaissance, als zweite Residenz der Mainzer Kurfürsten und Erzbischöfe errichten.

### Hexenprozesse
Unter Johann Adam von Bicken und Johann Schweikhard von Cronberg gab es eine hysterische Steigerung der Hexenangst. In Schweikhards Diensten war zeitweise Heinrich Schultheiss, später berüchtigter Hexenrichter in Westfalen.
Johann Schweikhard von Cronberg brachte System in die Hexenprozesse in Kurmainz. Er befahl, eine Untersuchungsordnung mit 18 General- und 98 Spezialfragen allen Gerichten zuzustellen. In seiner Regierungszeit von 1604 bis 1626 fanden insgesamt 361 Hinrichtungen vermeintlicher Hexen statt. Im Jahr 1611 wurden in Kleinwallstadt 84 Personen als Hexen hingerichtet. Auch im kurmainzischen Lohr begannen Hexenverfolgungen, denen über 170 Menschen zum Opfer fielen.
Von 1604 bis 1629 sind für das Erzstift Mainz Dokumente zum Tod von 1779 Menschen als Opfer der Hexenverfolgungen erhalten geblieben. Die Hexenprozesse im Erzstift erreichten eine Sozialdisziplinierung größeren Stils. Hexenprozesse wurden auch als Mittel der Gegenreformation eingesetzt, aber ebenso als Mittel zum Füllen der Kasse, da das Vermögen der Schuldiggesprochenen eingezogen wurde. Dieses Geld kam sehr gelegen für den Bau des neuen Schlosses Johannisburg in Aschaffenburg.
Ähnliche massive Verfolgungen lassen sich in Süddeutschland nur in den Hexenprozessserien der Hochstifte Bamberg und Eichstätt sowie in Würzburg und Ellwangen nachweisen.

### Tod
Bischof Johann Schweikhard starb in Aschaffenburg. So vermeldet es die von seinem Beichtvater Pater Johann Reinhard Ziegler 1626 verfasste Trauerpredigt „Klag-Lob- und Trostpredigt“ anlässlich „Christseligem, den 17. Septembris Anno 1626, zu Aschaffenburg vorgangenem Ableiben deß Herrn Johann Schweickhardten, Ertzbischoffens zu Meyntz“, die auch im Druck erschien. Sein Leichnam wurde per Schiff, von einem 300 Mann starken Reiterkontingent am Ufer begleitet, nach Mainz gebracht und im St. Martinsdom beigesetzt. Sein Herz und seine Intestina (Eingeweide) sind in der Jesuitenkirche in Aschaffenburg bestattet.